# Csapatkapitány
A csapatkapitány a csapatsportokban annak a meghatározott játékosnak (versenyzőnek) a tisztsége, aki a csapat tagjait képviseli kívülállók, így pl. a játékvezető felé.

## Jogai és kötelességei
A csapatkapitány jogait és jogi kötelezettségeit a sportági versenyszabályzatok – bizonyos kivételekkel – a csapat többi tagjával azonosan ítélik meg. A csapatkapitánynak nincsenek előjogai. 
A csapatkapitánnyal szembeni erkölcsi követelményeket, valamint a csapatkapitánynak a csapat tagjaival, illetve az edzővel való személyes viszonyát a sportág szokásai, ennek hiányában az adott sportegyesület hagyományai, illetve mindenkori vezetőinek elvárásai határozzák meg.